# Musashi (schip, 1942)

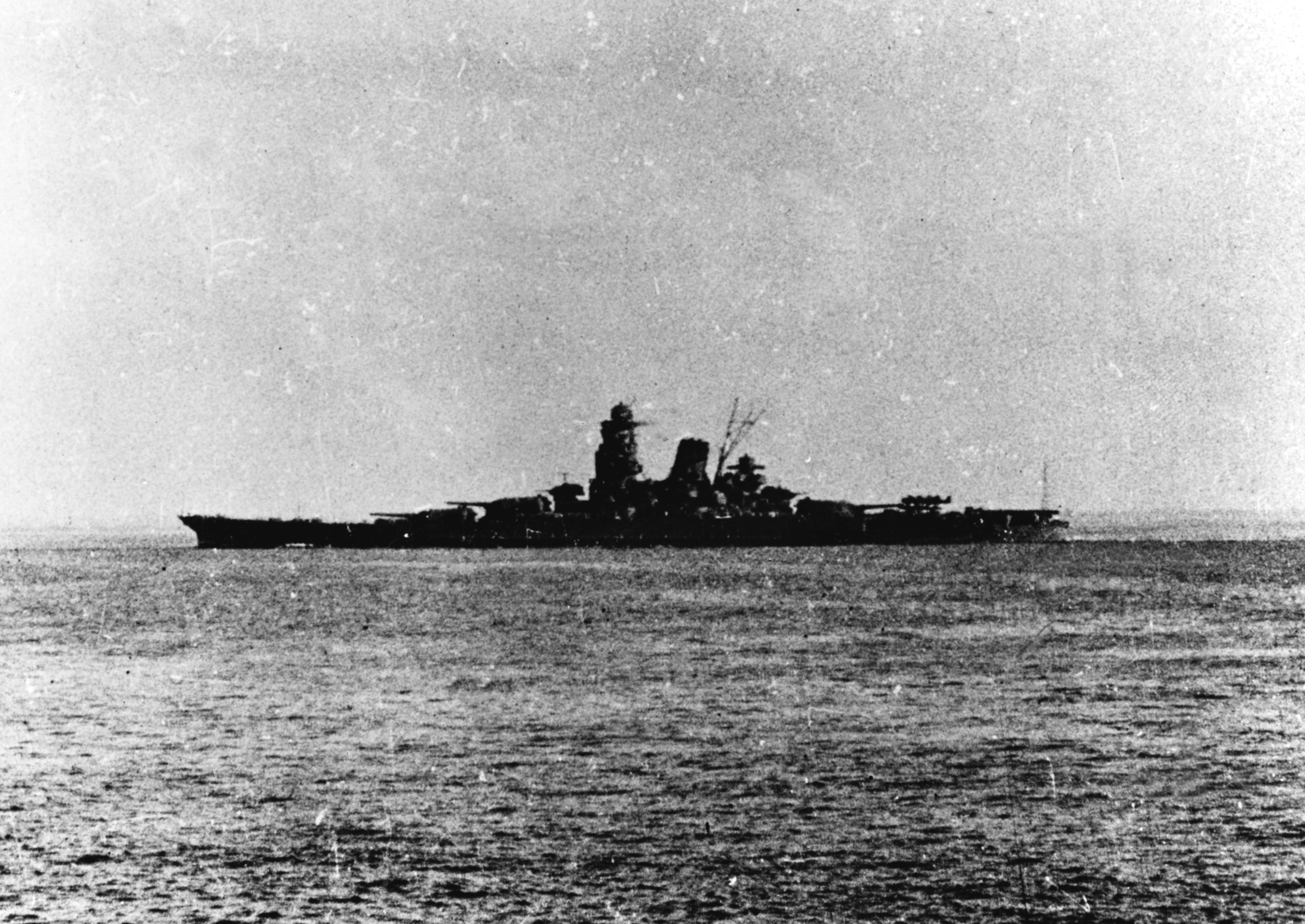
Musashi verlaat de haven van Brunei, 1944

De Musashi (Japans: 武蔵) was een Japans slagschip uit de Yamato-klasse dat dienstdeed tijdens de Tweede Wereldoorlog. Het was genoemd naar de voormalige Japanse provincie Musashi.
De bewapening en omvang van het schip waren op zijn minst spectaculair te noemen. Het was 263 meter lang en 71.659 ton zwaar. Samen met de Britse Furious waren de slagschepen uit de Yamato-klasse de enige met kanonnen van een groter kaliber dan 40,6 cm (16 inch): de negen kanonnen hadden een diameter van 46 cm. Ze waren in drie drielingtorens ondergebracht, hadden een bereik van 41 kilometer en wogen 2200 ton per stuk.

## Voorgeschiedenis
Na de Eerste Wereldoorlog ondertekende Japan in 1922 het Verdrag van Washington, dat onder andere voorzag in een beperking van de militaire scheepsbouw voor een periode van tien jaar. Dit verdrag werd herzien en uitgebreid met het Verdrag van Londen. In oktober 1934 ontstond een geheim plan van de Japanse marine om een superslagschip te bouwen: de Yamato. De constructie daarvan begon in maart 1937, nadat Japan eind 1936 had geweigerd genoemde verdragen te verlengen en besloot te gaan werken aan een tweede superslagschip in deze klasse.

## Einde
Dit schip werd gebouwd op de scheepswerf van Nagasaki en werd in alle stilte te water gelaten op de ochtend van 11 november 1941. De Musashi werd vanaf 11 februari 1943 het vlaggenschip van admiraal Isoroku Yamamoto en bracht na diens dood op 18 april 1943 de urn met diens as terug naar Japan. Na in maart 1944 een eerste aanval van de Amerikaanse marine te hebben doorstaan werd de Musashi op 24 oktober 1944 tijdens de Slag in de Golf van Leyte door Amerikaanse vliegtuigen tot zinken gebracht.
De Musashi en de Yamato waren de grootste slagschepen ooit gebouwd en wellicht ook de laatste van hun soort. Met de komst van het luchtwapen was de rol van het slagschip in de maritieme oorlogsvoering uitgespeeld.
Op 4 maart 2015 meldde de Amerikaan Paul Allen dat een expeditie onder zijn leiding het wrak van de Musashi in de Filipijnse Sibuyanzee zou hebben ontdekt.